# منشار العظام (فلم)
منشار العظام (بالإنجليزية: Bone Tomahawk) هو فيلم رعب أمريكي تم إصداره في عام 2015 من تأليف و إخراج ستيڤين كرايج زاهلير. و بطولة كيرت راسل وباتريك ويلسون. قام بإنتاجه كل من جاك هيلر ودالاس سونير. تم عرضه لأول مرة في مهرجان فانتازيا في 25 سبتمبر 2015.

## ملخص قصة
انطلق أربعة رجال إلى الغرب المتوحش لإنقاذ مجموعة من الأسرى من سكان الكهف آكلي لحوم البشر.

## الممثلين
| الممثلين        | الدور/الوظيفة      |
| --------------- | ------------------ |
| كيرت راسل       | الشريف هانت        |
| شون يونج        | السيدة بورتر       |
| باتريك ويلسون   | آرثر               |
| ليلى سيمونز     | سامانثا            |
| ماثيو فوكس      | برودر              |
| ريتشارد جينكينز | شيكوري             |
| كاثرين موريس    | لورنا هانت         |
| ديفيد أركويت    | بورفيس             |
| جيمس تولكان     | عازف البيانو       |
| زان مسسلارنون   | الأستاذ            |
| براندون مولالي  | من آكلي لحوم البشر |
| إيفان جونيجكيت  | نائب نيك           |
| جينو سيجيرس     |                    |
| مايكل باري      | السيد والنجتون     |
| سيد هيج         | شخص                |

## روابط خارجية
مقالات تستعمل روابط فنية بلا صلة مع ويكي بيانات